# Карлес Пуџдемон
Карлес Пуџдемон (кат. Carles Puigdemont; Амер, 29. децембар 1962) каталонски је политичар и новинар. Обављао је функцију председника владе Каталоније, а такође је био и председник краткотрајне Каталонске Републике.

## Биографија
Године 2011. био је изабран за градоначелника Ђироне, где је годинама живео, након победе на општинским изборима одржаним исте године. Четири године касније постао је нови председник Удружења општина за независност Каталоније.
Дана 10. јануара 2016. године, Парламент Каталоније га је предложио за 130. председника Ђенералитата Каталоније. Ово је уследило након споразума који су раније договорили коалицију „Заједно за да” и „Популарна кандидатура за јединство (ЦУП)”, у којем је најављено да ће заменити Артура Маса као председник Ђенералитата у замену за гаранцију парламентарне стабилности за своју владу. Дана 14. јануара представио је своју нову владу. Његова влада је 27. октобра 2017. прогласила независност коју је Шпанија суспендовала. Пуџдемон је 30. октобра побегао у Белгију са својим сарадницима како би избегао суђење за побуну и противуставне активности.